# Steinkirchen (Planegg)
Steinkirchen ist ein Gemeindeteil von Planegg im oberbayerischen Landkreis München.

## Geografie
Der ehemalige Weiler liegt im Norden des Hauptortes und ist mit diesem baulich zusammengewachsen. Eine eigene Einwohnerzahl wurde bereits bei der Volkszählung vom 25. Mai 1987 nicht mehr ausgewiesen.

## Infrastruktur
Durch den Ortsteil führt die Staatsstraße 2063 vom Hauptort nach München. In Steinkirchen befindet sich das größte der vier Gewerbegebiete der Gemeinde Planegg.

## Sehenswürdigkeiten
Einziges amtlich eingetragenes Baudenkmal ist die an der Würm gelegene römisch-katholische Filialkirche St. Georg, ein spätbarocker Saalbau von 1748/49 (Turm 1764) mit Friedhof (Grabmäler um 1900) und Friedhofsmauer.